# アナシー
アナシーは、日本においてアダルトグッズを取り扱う通販サイト。大阪に事務所を置く。商品はあくまで「ジョークグッズ」として販売されている。
取扱商品は具体的には、ランジェリー、コスプレ衣装と言った衣装、バイブレータやディルド、オナホールやダッチワイフと言った性具、SM用グッズ(医療用商品としての膣鏡、浣腸器など)の他、性的な雑貨商品や業務用商品 (一例としてスケベ椅子) など、取り扱い商品は広範に及ぶ。